# Craig Stansberry
Pour les articles homonymes, voir Stansberry.
Craig Leo Stansberry (né le 8 mars 1982 à Dammam, Arabie saoudite) est un joueur américain de baseball qui a évolué en Ligues majeures de 2007 à 2009 pour les Padres de San Diego.
Ce joueur de deuxième but est le premier athlète natif d'Arabie saoudite à avoir endossé l'uniforme d'une équipe du baseball majeur.

## Carrière
Craig Stansberry voit le jour en Arabie saoudite, son père y travaillant pour une entreprise de matériaux de construction mais la famille rentre aux États-Unis alors que le jeune Craig n'est âgé que d'un mois.
Craig Stansberry fréquente l'Université Rice de Houston, au Texas, lorsqu'il est drafté en cinquième ronde par les Pirates de Pittsburgh en juin 2003. Après avoir commencé sa carrière en ligues mineures dans l'organisation des Pirates, il est réclamé au ballottage par les Padres de San Diego en décembre 2006.
En 2007, il s'aligne avec l'équipe mondiale au match des étoiles du futur à San Francisco.
Stansberry joue son premier match dans les majeures avec les Padres le 25 août 2007 à Philadelphie. Amené comme frappeur suppléant, il réussit son premier coup sûr dans les grandes ligues, face au lanceur des Phillies, J. C. Romero.
Stansberry dispute 24 parties de 2007 à 2009 avec San Diego, passant la majorité de ces saisons dans les mineures. En 2010, il s'aligne avec les Beavers de Portland, club-école de niveau Triple-A des Padres dans la Ligue de la côte du Pacifique. Généralement joueur de deuxième but, il est aussi appelé à jouer au troisième coussin ainsi qu'à l'arrêt-court. Dans les majeures, il frappe pour ,333 de moyenne au bâton avec 8 coups sûrs en 24 présences au bâton. Il compte un double, 3 points produits et 5 points marqués en 24 matchs.